# Kanton Carpentras-Sud
Kanton Carpentras-Sud is een voormalig kanton van het Franse departement Vaucluse. Kanton Carpentras-Sud maakte deel uit van het arrondissement Carpentras en telde 35 212 inwoners in 1999. Het werd opgeheven bij decreet van 25 februari 2014, met uitwerking op 22 maart 2015.

## Gemeenten
Het kanton Carpentras-Sud omvatte de volgende gemeenten:
- Althen-des-Paluds : 1 988 inwoners
- Carpentras : 12 105 inwoners (deels, hoofdplaats)
- Entraigues-sur-la-Sorgue : 6 612 inwoners
- Mazan : 4 943 inwoners
- Monteux : 9 564 inwoners